# 国防研究委員会
国防研究委員会（こくぼうけんきゅういいんかい、National Defense Research Committee (NDRC)）は、第二次世界大戦中のアメリカ合衆国政府に存在した行政機関である。「戦争のための機械・装置の開発・生産・仕様の基礎となる問題についての科学的研究を統括・監督・実施する」ことを目的とし、1940年6月27日に設置された。同委員会では、レーダーや原子爆弾など、第二次世界大戦の遂行に必要な技術の研究が行われた。1941年6月28日に科学研究開発局(OSRD)が新設されると、研究業務はOSRDに移管され、NDRCは単なる諮問機関となった。1947年に廃止された。

## 設立
NDRCはフランクリン・ルーズベルト大統領によって1940年6月27日に設置された。この組織は、第一次世界大戦中の1916年に国家安全保障のための産業・資源の調整のために設立された国防会議の一部だった。カーネギー研究所所長のヴァネヴァー・ブッシュは、第一次世界大戦中に民間の科学者と軍部との間の協力関係がなかったという経験から、NDRCの設立を強く求めた。1940年6月12日にブッシュはルーズベルトと会談し、ルーズベルトは10分ほどでNDRCの設立を承認した。政府高官は、NDRCはブッシュが自分の権限を拡大して、政府を迂回するためのものだと不平を言ったが、ブッシュ自身も後にそれを認めている。
NDRCの設立は、科学者や技術者からなる小さな組織が、規定ルートから外れて新兵器開発計画を行う権限と資金を手に入れるための最終手段だと抗議する人たちもいた。実の所、その通りだった。
ルーズベルトは6月15日の書簡でブッシュをNDRCの委員長に任命した。この書簡の中でルーズベルトは、NDRCは、軍部による研究所での研究や、産業界における研究活動を置き換えるものではなく、研究基盤を拡大し、重要な装置のより早い改良に効果的に貢献できる科学者の協力を得ることによって、および、新しい装置に対する研究努力が有用に用いられる場所を研究することによって、これらの活動を補完するものであると述べている。
NDRCは8人の委員で運営された。その内訳は、委員長、米国科学アカデミー会長、特許商標庁長官が各1名、陸軍長官、海軍長官が指名する各1名と、役職に関係なく任命された3人だった。当初のNDRCの委員は以下の8人だった。
- ヴァネヴァー・ブッシュ - カーネギー研究所所長（委員長）
- ハロルド・G・ボーウェン・シニア（英語版） - 海軍少将
- コンウェイ・P・コー - 特許商標庁長官
- カール・コンプトン - マサチューセッツ工科大学学長
- ジェイムス・コナント - ハーバード大学学長
- フランク・B・ジュエット（英語版） - 全米科学アカデミー会長、ベル研究所所長
- ジョージ・ヴィージー・ストロング（英語版） - 陸軍准将
- リチャード・トルマン - カリフォルニア工科大学教授

1940年7月2日の第1回会合で、トルマンが副委員長に、アーヴィン・スチュワートが書記に選出された。1941年1月17日、ストロングに代わってR・C・ムーア陸軍准将が就任した。会合は、1942年9月までは月1回程度、その後は対ドイツ戦の終了まで週1回または隔週で開催され、その後は不定期に開催された。

## NDRCの研究
NDRCは、レーダー開発のためのMIT放射研究所、ソナー開発のための水中音響研究所（コネチカット州ニューロンドン）など、ブッシュの指揮の下で新しい研究所を設立した。放射研究所は、単独の事業としてはNDRCで最大のものとなった。NDRCは、設立された年に研究費として1000万ドルを政府に要求し、そのうち650万ドルを受け取った。
NDRCで最も重要なプロジェクトは原子爆弾開発であり、これは後にマンハッタン計画となった。1939年10月21日、アインシュタイン＝シラードの手紙を受けて、国立標準局内に原子爆弾の実現可能性を検討するための「ウラン諮問委員会」が設置されたが、大した成果はなかった。ルーズベルトからブッシュに対するNDRC設置に関する書簡の中で、後に原子爆弾計画につながることになる指揮系統の確立が指示された。1940年6月、ブッシュはウラン諮問委員会を科学委員会に改組し、委員会から軍人を排除した。軍部からの資金提供がなくなったことで、NDRCは核研究のためのより多くの資金を手に入れることができるようになった。しかし、1941年にイギリスのMAUD委員会の研究結果が発表されるまでは、研究はほとんど進まなかった。

## OSRDの創設
ヨーロッパでの戦争の激化により、科学研究の軍事技術への転用、政府機関の間での軍事研究に関する連絡の強化、軍事医療の研究の資金調達など、NDRCが直面していた問題を改善するために、新しい組織を作ることが望まれるようになった。ブッシュの主張に基づき、ルーズベルトは1941年6月28日に大統領令8807を発令し、科学研究開発局(OSRD)を設置した。
OSRDの設立後のNDRCは、OSRDの単なる諮問機関に規模が縮小され、実質的に廃止された。NDRCの構成は大幅に変更された。OSRDの局長に就任したブッシュに変わってコナントが委員長となり、トルマンが引き続き副委員長を務め、その他の委員はコンプトン、ジュエット、ロジャー・アダムズと、特許商標庁長官、および海軍・陸軍の各代表で構成された。ウランに関する委員会はS-1セクションとして再編成され、1941年12月にはNDRCの管轄から外れた。
1947年1月20日の会合を最後にNDRCは正式に消滅した。

## 主なプロジェクト
NDRCは、全米各地の様々な研究機関における何百ものプロジェクトに研究資金を提供していた。以下は、その中でもよく知られているものである。
- 原子爆弾の研究（後のマンハッタン計画）
- DUKW - 水陸両用車
- プロジェクト鳩
- 近接信管
- レーダー（MIT放射研究所（英語版））